# Jüdischer Friedhof Deutz

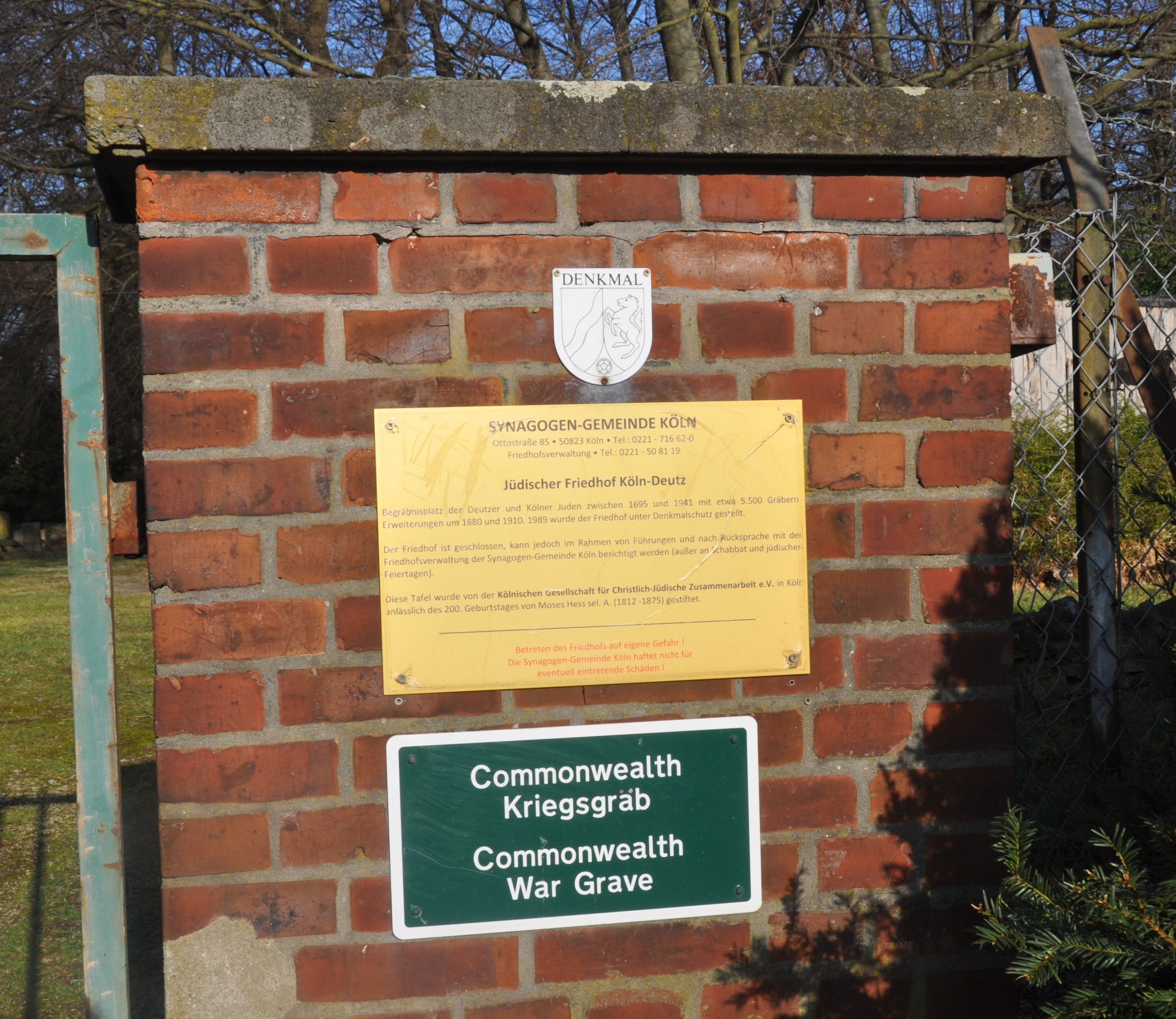
Eingangs zum Friedhof

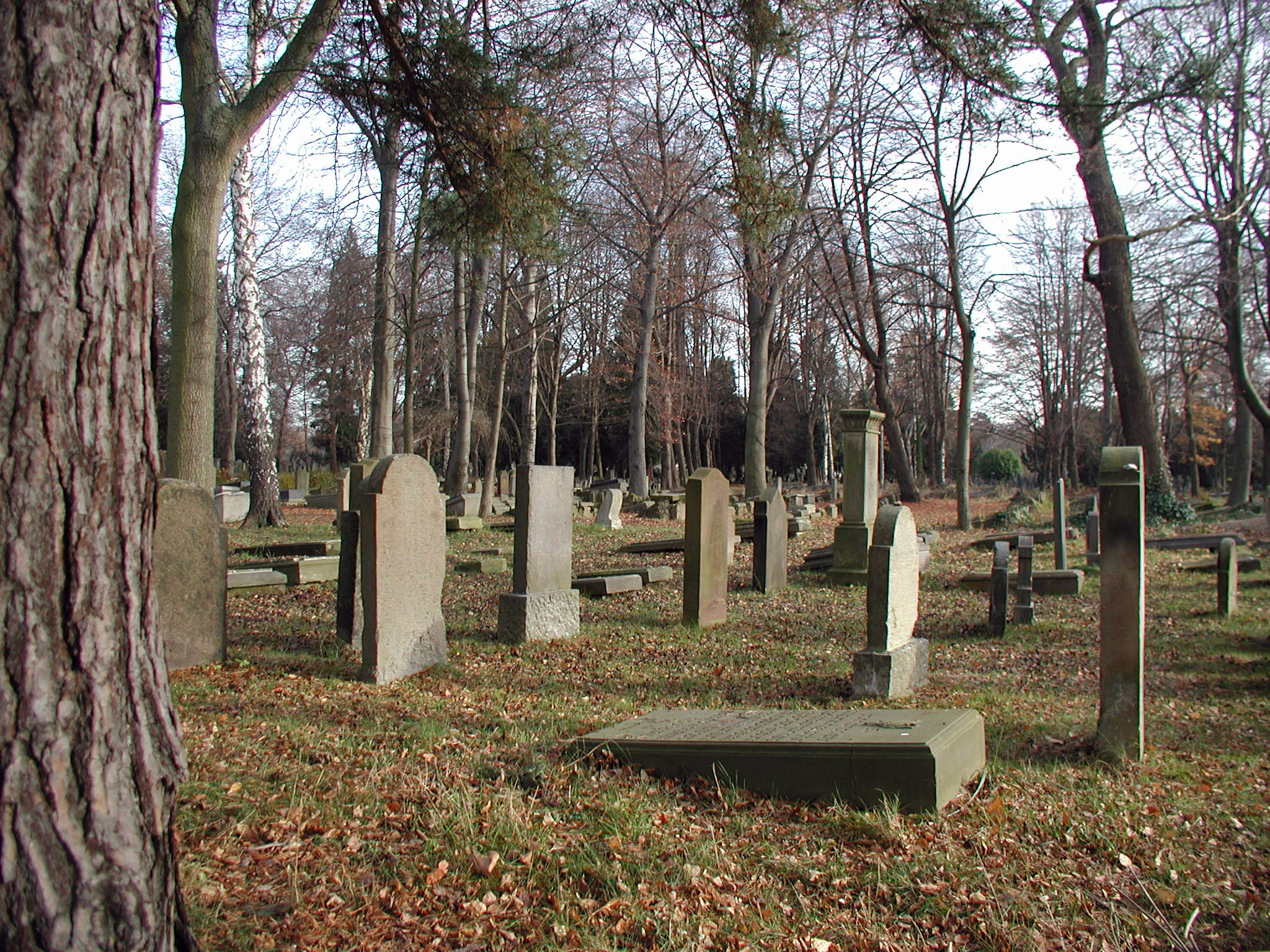
Grabsteine (stehend und liegend) nordöstlich ausgerichtet (2007)

Der jüdische Friedhof am Judenkirchhofsweg in Köln-Deutz wurde 1695 gegründet. Er ist der älteste erhaltene jüdische Friedhof im Gebiet der heutigen Stadt Köln. Die letzte Bestattung erfolgte während des Zweiten Weltkriegs im Jahr 1941.

## Geschichte
1695 erhielten die Deutzer Juden durch den Erzbischof Clemens ein Grundstück zur Pacht, auf dem ab 1698 erste Bestattungen erfolgten. Nach einer Grundstücksverkleinerung aufgrund eines Lünettenbaues zu Beginn der Preußenzeit wurde der Friedhof zunächst verkleinert. Aufgrund der Nähe zu diesem Fort durften Grabsteine zwischen den Jahren 1859 und 1882 auf Anweisung des preußischen Militärs nur liegend platziert werden. Der Friedhof wurde in den Jahren 1859 und im Jahr 1895 jeweils erweitert, wobei die Flure D–J angelegt wurden. Da der orthodoxen Gemeinde „Adass Jeschurun“ nicht gestattet wurde, einen separaten Teil des Friedhofs zu belegen, legte diese 1910 einen eigenen Friedhof an der Decksteiner Straße in Lindenthal an.
1918 wurde der Deutzer Friedhof geschlossen und der neue Friedhof an der Venloer Straße in Bocklemünd/Mengenich eröffnet. 1928 ging er in den Besitz der jüdischen Gemeinde Köln über.
Die Anzahl der hier im Laufe der Zeit bestatteten Gläubigen wird mit etwa 5000 beziffert. Beigesetzt wurden seit dem Ende des 17. Jahrhunderts Angehörige der jüdischen Gemeinde Deutz, aber auch Angehörige der nach 1798 sich wieder entwickelnden Kölner Gemeinden.

### Grabstätten bekannter Persönlichkeiten
Einige jüdische Kölner, deren Namen noch heute geläufig sind, fanden hier ihre letzte Ruhestätte. So Angehörige der Familie Oppenheim, welche die prachtvolle Synagoge Glockengasse erbauen ließ. Auch Isaac Offenbach liegt hier begraben, dessen siebter Sohn Jacques Offenbach ein berühmter Komponist wurde. Der deutsch-jüdische Philosoph und Schriftsteller Moses Hess äußerte den letzten Wunsch, hier beerdigt zu werden. Seine sterblichen Überreste wurden 1961 nach Israel überführt. Auch David Wolffsohn, der die Nachfolge Theodor Herzls als Präsident der Zionistischen Weltorganisation antrat, liegt hier begraben.

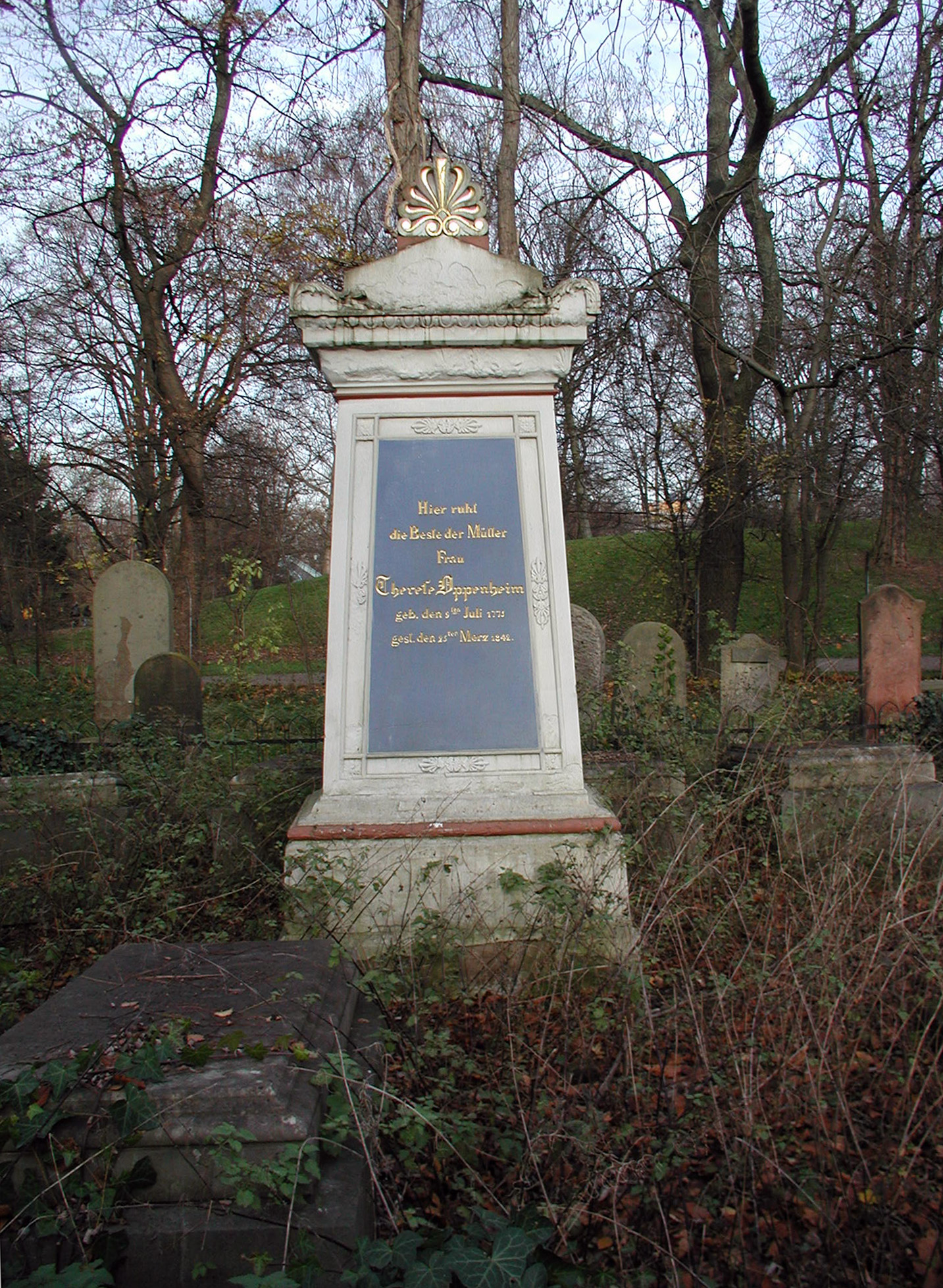
Familiengrab der Oppenheim
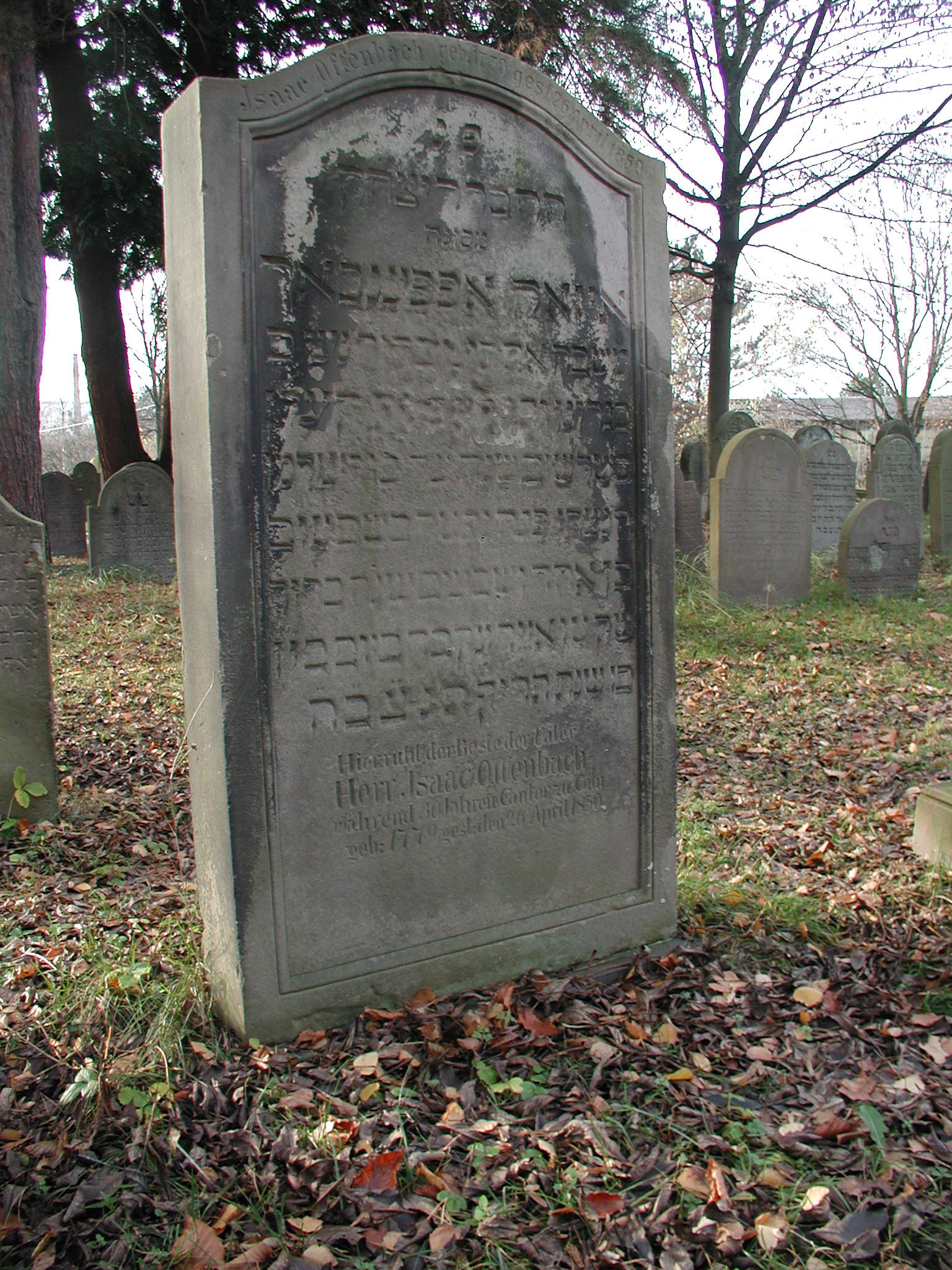
Isaac Offenbach
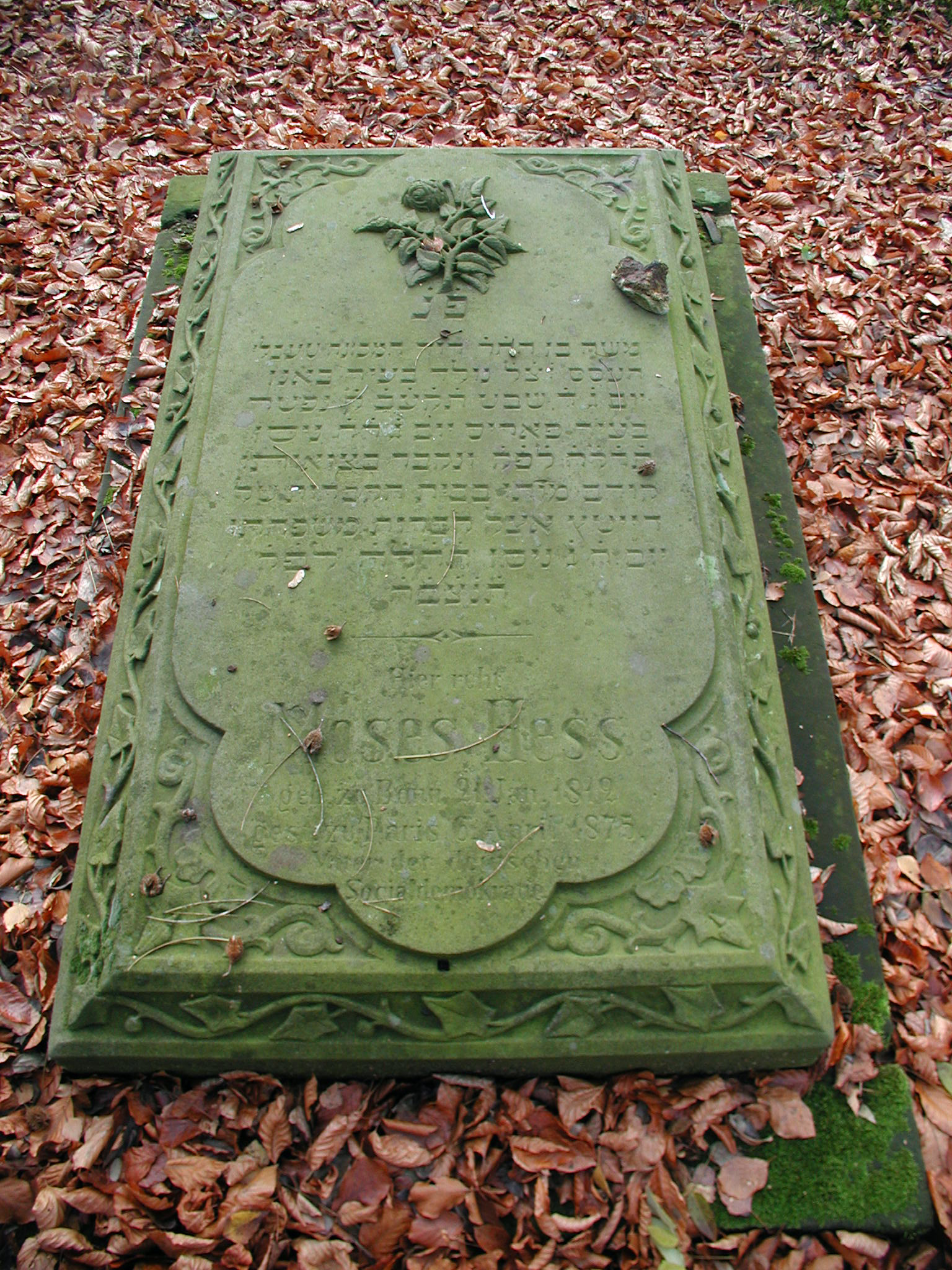
Grabstein des Moses Hess
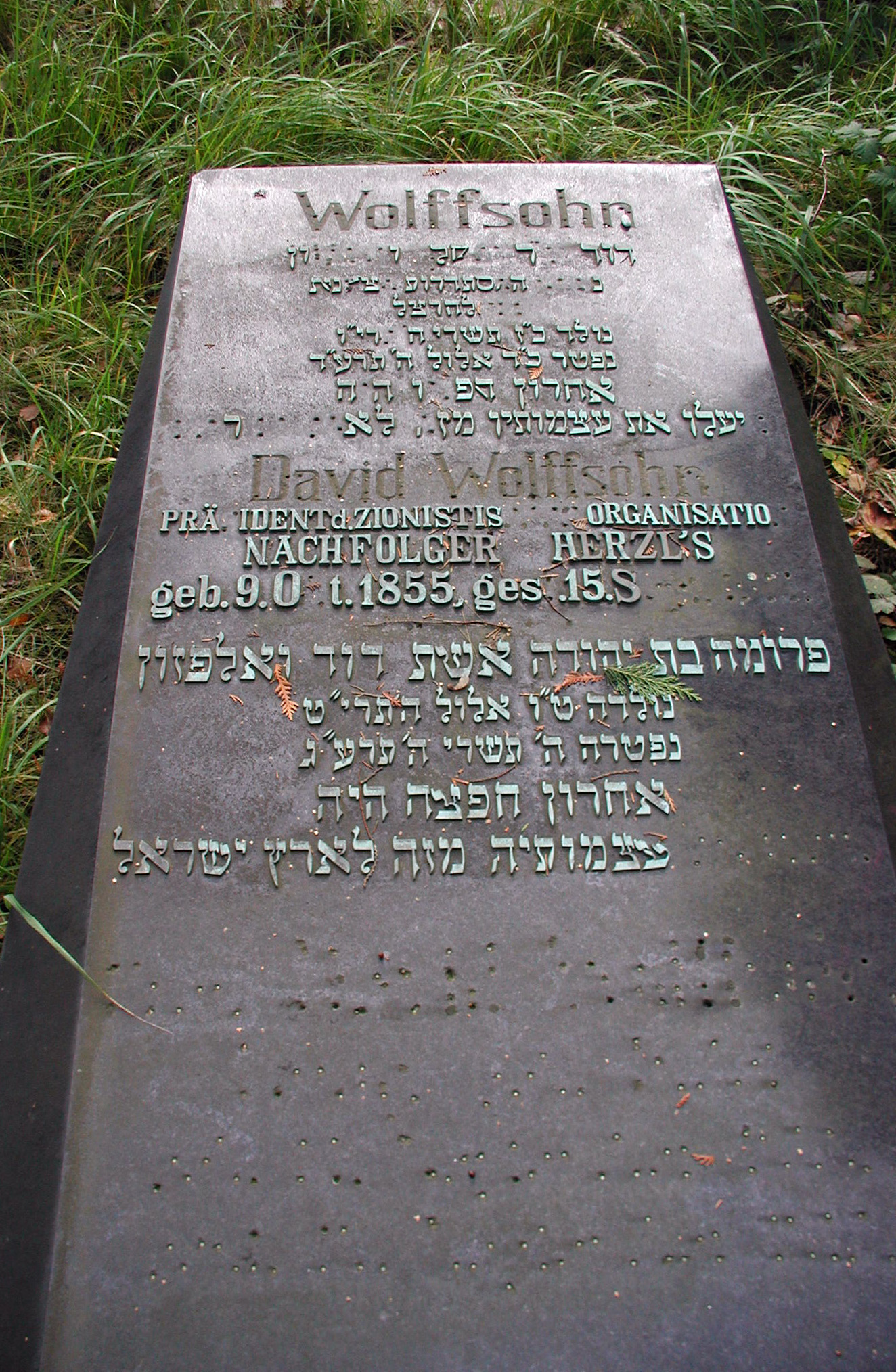
David Wolffsohn

## Heutige Anlage
Die heutige eingefriedete und 18.000 m² große Friedhofsanlage befindet sich unter gärtnerischer Pflege in einem absichtlich naturbelassenen Zustand. Außer einem aufgestellten Container gibt es keine Gebäudeeinrichtungen. Der Zugang erfolgt von der südwestlichen Seite über die Straße „Judenkirchhofsweg“. Von unterschiedlichen Organisationen werden in unregelmäßigen Zeitabständen Führungen durchgeführt. Besitzer und Verwalter ist die Synagogen-Gemeinde Köln.